# Hugo Napoleão
Hugo Napoleão is een gemeente in de Braziliaanse deelstaat Piauí. De gemeente telt 3.784 inwoners (schatting 2009).